# Pseudolabis signatoria
Pseudolabis signatoria är en fjärilsart som beskrevs av Hugo Theodor Christoph 1893. Pseudolabis signatoria ingår i släktet Pseudolabis och familjen tofsspinnare. Inga underarter finns listade.